# ییرژی شلگر
ییرژی شلگر (انگلیسی: Jiří Šlégr؛ زادهٔ ۳۰ مهٔ ۱۹۷۱) بازیکن هاکی روی یخ اهل جمهوری چک بود.
وی همچنین برندهٔ جوایزی همچون جام استنلی شده‌است.
از باشگاه‌هایی که در آن بازی کرده‌است می‌توان به ادمونتون اویلرز و ونکوور کناکز اشاره کرد.